# Конде, Рамон
Рамон Луис Конде Роман (исп. Ramón Luis Conde Román, 29 декабря 1934, Хуана-Диас, Пуэрто-Рико — 23 февраля 2020, Уэст-Палм-Бич, Флорида) — пуэрто-риканский бейсболист, игрок третьей базы. В 1962 году провёл четырнадцать матчей в Главной лиге бейсбола за «Чикаго Уайт Сокс». Отыграл семнадцать лет в командах младших лиг, двадцать сезонов в Зимней лиге Пуэрто-Рико. После завершения карьеры работал тренером, скаутом и генеральным менеджером. В 2009 году избран в Зал спортивной славы Пуэрто-Рико.

## Биография
Рамон Конде родился 29 декабря 1934 года в Хуана-Диас, один из пяти детей в семье. Его отец Сеферино был профессиональным бейсболистом, в течение четырнадцати лет играл в Зимней лиге Пуэрто-Рико. В возрасте четырнадцати лет Рамон начал играть в местной любительской лиге, в 1951 году он в составе сборной Пуэрто-Рико принимал участие в любительской Мировой серии в Мехико. Зимой 1952/53 годов Конде дебютировал на профессиональном уровне. В течение следующих шести лет зимой он играл в составе команды «Леонес де Понсе».

### Карьера игрока
В 1953 году Конде подписал контракт с клубом «Чикаго Уайт Сокс», но испугался жизни вдали от дома и вернулся на родину ещё до начала сезона. Через год он снова заключил соглашение с командой Главной лиги бейсбола. «Нью-Йорк Джайентс» выплатили ему в качестве бонуса 1 500 долларов. Первой его командой в США стали «Су-Сити Суз» из Западной лиге. На сборах Рамон жил в одной комнате с Биллом Уайтом, будущим президентом Национальной лиги. Их отношения не сложились, а Конде в своих мемуарах позже писал, что между латиноамериканцами и чернокожими игроками всегда чувствовалась напряжённость. Впрочем, это не сказывалось на его игре. В 1954 году Рамон выходил на поле на месте шортстопа и по его итогам был включён в сборную звёзд лиги. На хорошем уровне он провёл и сезон 1955 года. Конде неплохо отбивал, в том числе экстра-бейс-хиты, но не отличался большим числом хоум-ранов и украденных баз. Его невысокую скорость затем называли главной причиной, по которой он не сумел закрепиться в Главной лиге бейсбола.
В основной состав «Джайентс» он пробиться не смог. В декабре 1957 года права на Конде перешли к «Канзас-Сити Атлетикс», а весной 1958 года к «Филадельфии Филлис». В августе его контракт был выкуплен «Лос-Анджелес Доджерс» и концовку сезона он доиграл в Техасской лиге за «Викторию Роузбадс». Там Рамон выходил на позиции третьего базового и зарекомендовал себя как надёжный защитник с точным броском. В Пуэрто-Рико зимой 1958 года обменяли в «Кагуас», а годом позже в «Индиос де Маягуэс». По итогам сезона 1959/60 Конде был признан Самым ценным игроком Зимней лиги, опередив в голосовании Роберто Клементе. В составе «Индиос» он выступал ещё в течение восьми сезонов.
В 1960 и 1961 годах Конде играл на уровне AAA-лиги за «Спокан Индианс». Два раза его признавали одним из лучших по игре в защите, показатель отбивания Рамона составлял 32,5 % и 28,9 % соответственно. Однако шанса проявить себя в основной команде «Доджерс» он так и не получил. Место основного игрока третьей базы было прочно занято Джимом Гиллиамом, на эту позицию также претендовали Дэрил Спенсер и Томми Дэвис. Не удалось ему и попасть в другую команду во время драфта расширения в ноябре 1961 года. Покинуть «Доджерс» Конде удалось только весной 1962 года, когда его обменяли в «Чикаго Уайт Сокс».
Сезон 1962 года Рамон начал в составе «Индианаполис Индианс». Он провёл за команду 83 матча, в которых отбивал с показателем 35,0 %, лучшим в чемпионате Американской ассоциации. В июле Конде был переведён в основной состав «Уайт Сокс» и дебютировал в Главной лиге бейсбола. В команде он провёл чуть больше месяца, приняв участие в четырнадцати играх, в основном выходя на поле как пинч-хиттер. За это время он заработал три уока и набрал одно очко, заработав граундаут. В августе Рамона снова отправили в «Индианаполис». Сезон он завершил с показателем отбивания 35,3 %, выиграв с «Индианс» чемпионат Американской ассоциации. Зимой 1962/63 годов Конде в составе «Индиос» впервые в карьере выиграл чемпионат Зимней лиги Пуэрто-Рико.
Шанса проявить себя в Главной лиге бейсбола он больше не получил. С 1963 по 1967 год Рамон выступал за «Индианаполис», где был одним из самых стабильных отбивающих. Его суммарный показатель отбивания за этот период составил 31,2 %. Журналисты не раз задавались вопросом, почему он так и не смог пробиться на высший уровень профессионального бейсбола. Во второй половине 1967 года Конде перешёл в систему клуба «Нью-Йорк Янкис», затем играл в фарм-клубах «Уайт Сокс» и «Цинциннати Редс», так и не поднявшись выше уровня AAA-лиги. В Пуэрто-Рико он играл значительно успешнее, в сезонах 1968/69 и 1969/70 два раза подряд выиграв чемпионский титул. 
Сезон 1970 года стал для Рамона последним в младших лигах. В конце марта «Цинциннати Редс» отчислили его и он впервые сыграл в Мексиканской лиге. В составе «Сараперос де Сальтильо» Конде сыграл 21 матч, отбивая с эффективностью 26,0 %. Летом он вернулся в США, провёл 14 игр в составе «Индианаполиса», а затем выполнял обязанности играющего тренера в команде «Ашвилл Туристс». Зимой 1971/72 годов Рамон вместе с «Леонес де Понсе» выиграл чемпионат пуэрто-риканской лиги, после чего завершил карьеру. 

### Карьера тренера и администратора
Закончив играть, Конде несколько лет отработал в Пуэрто-Рико на руководящей работе, связанной со спортом. Также он работал скаутом, в разные годы занимаясь поиском молодых игроков для «Цинциннати Редс», «Миннесоты Твинс», «Кливленд Индианс» и «Милуоки Брюэрс». В 1980-х и 1990-х годах Рамон был тренером в Понсе и Маягуэсе. Два сезона он провёл в Мексике как главный тренер «Платанерос де Табаско» и «Альгодонерос де Унион Лагуна». В 1985 году Конде возглавлял «Уитвилл Кабс», фарм-клуб Аппалачской лиги системы «Чикаго».
В 2000-х годах Рамон занимал пост генерального менеджера в ряде клубов Зимней лиги Пуэрто-Рико. При его руководстве дважды чемпионский титул выигрывали «Леонес де Понсе», один раз победу одержали «Индиос де Маягуэс». В 2009 году его избрали в Зал спортивной славы Пуэрто-Рико. 
Скончался Рамон Конде в результате сердечного приступа 23 февраля 2020 года в Уэст-Палм-Бич во Флориде, куда он приехал на весенние игры команд Главной лиги бейсбола.